# شترااخ
شترااخ (به آلمانی: Straach) یک منطقهٔ مسکونی در آلمان است که در ویتنبرگ واقع شده‌است. شترااخ ۸۸۰ نفر جمعیت دارد.